# Ademir (football, 1960)
Ademir Roque Kaefer, plus connu sous le nom d'Ademir (né le 6 janvier 1960 à Toledo au Paraná), est un joueur de football international brésilien, qui évoluait au poste de milieu de terrain.

## Biographie

### Carrière en sélection
Avec l'équipe du Brésil, il dispute 5 matchs (pour aucun but inscrit) en 1988. Il figure notamment dans le groupe des sélectionnés lors des JO de 1984 à Los Angeles et de 1988 à Séoul. Il dispute 6 matchs lors du tournoi olympique de 1984 et 5 lors du tournoi olympique de 1988.

## Palmarès

### Palmarès en club
| Internacional - Championnat du Rio Grande do Sul (4) : - Champion : 1981, 1982, 1983 et 1984. |  | Cruzeiro - Championnat du Minas Gerais (3) : - Champion : 1987, 1990 et 1994. - Coupe du Brésil (1) : - Vainqueur : 1993. - Supercopa Sudamericana (1) : - Vainqueur : 1991. - Copa Master de Supercopa (1) : - Vainqueur : 1994. - Copa de Oro (1) : - Vainqueur : 1995. |

### Palmarès en sélection
| Brésil olympique - Jeux olympiques : - Argent : 1984 et 1988. |  | Brésil - Jeux panaméricains (1) : - Or : 1987. |